# Wikispaces
O WikiSpaces é um site para hospedagem gratuita de wikis. Os usuários podem criar suas próprias wikis facilmente. Os wikis gratuitos são suportados através de discretos anúncios em texto.
Existem três modalidades para um wikispace:
- Public (qualquer um pode editar)
- Protected (Apenas membros registrados de determinado wikispace podem editar)
- Fully private (Somente membros registrados do wikispace podem visualizá-lo; serviço pago).

O Wikispaces foi um serviço criado em 10 de Março de 2005. O Wikispaces iniciou parcerias com a web 2.0 plataforma Glogster EDU. O Glogster integra Glogs entre os seus serviços.

## Recursos
- Criação rápida e fácil de seu próprio espaco.wikispace.com
- Modo de edição WYSIWYG ou modo Wikitexto puro
- Número de espaços, membros e páginas ilimitados
- Suporte a upload de qualquer tipo de arquivo (Com scan em software antivírus)
- Suporte a integração com seu blog
- Aba de discussão em todas páginas, como na Wikipédia
- RSS/ATOM feeds para espaços, páginas e discussões
- Gera um arquivo zip ou tgz com o backup do seu espaço